# Senglar de Calidó

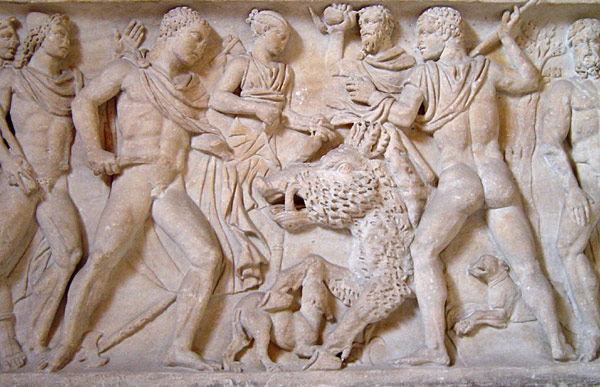
La cacera del senglar de Calidó en un fris romà (Museu Ashmolean, Oxford, Anglaterra).

El senglar de Calidó fou una fera de proporcions gegantines que devastava els camps d'Etòlia. D'acord amb la tradició mitològica, hauria estat enviat per Àrtemis perquè Eneu, rei de Calidó, la va oblidar en un sacrifici ofert a tots els déus. Era tan terrible que es van haver d'aplegar els principals herois grecs d'aquell temps per fer-ne la batuda. Sobre la identitat dels participants en la cacera, hi ha moltes discrepàncies, però alguns d'ells, els principals, els tornem a trobar aplegats per a l'expedició dels argonautes (sense que hi hagi tampoc unanimitat a l'hora d'establir quina gesta es va produir abans que l'altra). Alguns dels noms dels herois, capitanejats per Melèagre, són: Driant, fill d'Ares, Idas i Linceu, els dos fills d'Afareu, procedents de Messene; Càstor i Polideuces (Pòl·lux), els Dioscurs, d'Esparta, i cosins de Melèagre; Teseu, d'Atenes; Admetos, de Feres, a Tessàlia; Anceu i Cefeu, fills de l'arcadi Licurg; Jàson, de Iolcos; Íficles, el germà bessó d'Hèracles, que venia de Tebes; Pirítous, fill d'Ixíon i amic de Teseu, que venia de Larisa, a Tessàlia; Telamó, fill d'Èac, des de Salamina; Peleu, el seu germà, vingut de Ftia, i que durant la cacera va matar el seu cunyat Eurició, fill d'Àctor; Amfiarau, fill d'Ecles, vingut d'Argos, com també els fills de Testi, Toxeu i Plexip, oncles de Melèagre; També hi havia una caçadora, Atalanta, filla de Iasos, que havia vingut d'Arcàdia. Tots junts van estar nou dies a casa d'Eneu en una gran festa, i al desè van sortir a la caça del senglar, amb alguns herois enfadats pel fet d'haver de dur una dona amb ells. Però Melèagre, que n'estava enamorat, els va convèncer.
Quan la fera estava acorralada va matar Hileu i Anceu. Peleu va tirar la seva llança i va ferir accidentalment Eurició, que després va morir. Atalanta li va fer la primera ferida. Llavors, Amfiarau li clavà una llança en un ull, i finalment Melèagre, fill d'Eneu, el va abatre amb una ganivetada al costat, acció que li va valer les despulles de l'animal, i n'oferí el cap i la pell a Atalanta, amb protestes per part dels seus oncles, els fills de Testi, que per ser els parents més propers de Melèagre reclamaven aquell trofeu. Melèagre matà els seus oncles.